# Märkische Forschungen (Roman)
Märkische Forschungen ist ein Roman von Günter de Bruyn von 1978.

## Handlung
Der Dorfschullehrer Ernst Pötsch und der Literaturprofessor Winfried Menzel begegnen sich zufällig bei strömendem Regen auf einer matschigen märkischen Landstraße. Beide stellen begeistert fest, dass sie über den Dichter Max von Schwedenow aus dem frühen 19. Jahrhundert forschen. Es kommt zu einem intensiven Gedankenaustausch, Menzel lädt Pötsch in sein Institut nach Berlin ein. Doch bald kommt es zum Zerwürfnis, Pötsch vermutet, dass der fortschrittliche Dichter Max von Schwedenow identisch ist mit Friedrich Wilhelm Massow, dem reaktionären Mitglied des Oberzensurkollegiums. Dies gefällt Menzel überhaupt nicht, da damit seine 600-seitige Biographie über ihn hinfällig wäre.
Es werden zwei gegensätzliche Charaktere beschrieben, Menzel, der erfolgreiche Professor, der seine Forschungen an ideologischen Vorgaben ausrichtet, und Pötsch, der sich der historischen Wahrheit verpflichtet fühlt.
Daneben werden kleine Episoden aus dem Alltag und dem Literaturbetrieb der DDR humorvoll beschrieben.

## Historischer Hintergrund
Gunter de Bruyn hatte 1974 ähnliche inhaltliche Differenzen mit Wolfgang Harich. Dieser hatte eine 600-seitige Biographie über den Dichter Jean Paul (Richter) verfasst, Jean Pauls Revolutionsdichtung, die sich der offiziellen revolutionären Geschichtsschreibung der DDR annähern wollte, nachdem er selber als ideologischer Abweichler mehrere Jahre im Gefängnis verbringen musste.
Günter de Bruyn war mit dessen Forschungsergebnissen nicht einverstanden, da sie ideologische Normvorgaben stärker berücksichtigten als die tatsächlichen historischen Zusammenhänge um den Dichter. Er veröffentlichte sein Das Leben des Jean Paul Richter 1975.
Dieser Widerspruch war symptomatisch für die offizielle Geschichtsschreibung der DDR, die ihre Darstellungen meist stärker an ideologischen Wunschvorstellungen ausrichtete als an den tatsächlichen historischen Zusammenhängen.
Märkische Forschungen war der vierte wichtige Roman von Günter de Bruyn nach Buridans Esel (1968), Preisverleihung (1972) und Das Leben des Jean Paul Richter (1975). Er wurde auf Grund seiner literarischen Qualitäten von Lesern und Rezensenten gleichermaßen gut beurteilt.
Die Verfilmung von Roland Gräf von 1982 gehörte zu den besten DEFA-Produktionen dieser Zeit. Der Regisseur bezeichnete sie im Nachhinein als den systemkritischsten DEFA-Film überhaupt.

## Textausgaben
- Märkische Forschungen, Mitteldeutscher Verlag, Halle, Leipzig 1978, Neuauflage 1980
- Märkische Forschungen, S. Fischer Verlag, Frankfurt am Main 1979, Neuauflage 1992
- Märkische Forschungen, Aufbau Verlag Berlin, bb-Taschenbuch,  1982, enthält auch Preisverleihung von Günter de Bruyn